# Batabanó
Batabanó ist eine am Golf von Batabanó gelegene Stadt und ein Municipio im Süden der kubanischen Provinz Mayabeque. Bis 2010 gehörte das Municipio zur aufgelösten Provinz La Habana.
Die Ursprünge der Stadt gehen auf eine indigene Siedlung zurück. Die Region wurde von deren Einwohnern Matabanó genannt. 1688 wurde dann die heutige Siedlung offiziell gegründet. Zur Hauptstadt des gleichnamigen Municipio wurde Batabanó im Jahre 1898. Um die Wende vom 19. zum 20. Jahrhundert kamen zahlreiche mallorquinische Auswanderer nach Batabanó, die überwiegend aus dem Ort Andratx stammten und damals vom Schwammtauchen lebten.
Das Municipio hat 25.664 Einwohner auf einer Fläche von 186,2 km², was einer Bevölkerungsdichte von 137 Einwohnern je Quadratkilometer entspricht.
Ökonomisch bedeutsam ist vor allem der Hafen, der historisch und auch heutzutage dem Handel mit der Isla de la Juventud dient, der Fischfang und auf Grund fruchtbarer Böden die Landwirtschaft. Hier ist vor allem der Reis- und Bananenanbau von Bedeutung.
Die Region bietet eine reichhaltige Tier- und Pflanzenwelt. Der Silberreiher, der Basstölpel und der Truthahngeier sind hier beispielsweise zu Hause. Außerdem leben hier Baumratten und die kubanische Boa.

## Söhne und Töchter der Stadt
- Lino Borges (1932–2003), Bolerosänger